# Brady Kurtz
Brady Kurtz (ur. 27 września 1996 w Cowra) – australijski żużlowiec.

## Życiorys

### Kariera sportowa
Trzykrotny medalista indywidualnych mistrzostw Australii (złoty – 2016, 2025; srebrny – 2018). Uczestnik cyklu Grand Prix IMŚ (2016 – XXVI miejsce). Trzykrotny medalista drużynowych mistrzostw świata juniorów (srebrny – Norrköping 2016, Rybnik 2017; brązowy – Mildura 2015). Dwukrotny finalista indywidualnych mistrzostw świata juniorów (2015 – VIII miejsce, 2017 – V miejsce).
W lidze brytyjskiej reprezentant klubów: Somerset Rebels (2014–2015), Leicester Lions (2015), Plymouth Gladiators (2016), Poole Pirates (2016-2019) oraz Belle Vue Aces (2020).
W lidze polskiej startował w barwach klubów: KŻ Polonia Piła (2016–2017), ROW Rybnik (2017,2023), Unia Leszno (2018–2020), Orzeł Łódź (2021–2022). Trzykrotny złoty medalista Drużynowych Mistrzostw Polski (2018, 2019, 2020).
W sezonie 2025 uczestnik cyklu FIM Speedway Grand Prix, reprezentant Sparty Wrocław.

### Życie prywatne
Brat Todda Kurtza, również żużlowca.

## Przynależność klubowa
Wielka Brytania
- Somerset Rebels (2014–2015)
- Leicester Lions (2015)
- Plymouth Gladiators (2016)
- Poole Pirates (2016–2019)
- Belle Vue Aces (2020–)

Polska
- KS Toruń (2015)
- KŻ Polonia Piła (2016–2017)
- ROW Rybnik (2017)
- Unia Leszno (2018–2020)
- KŻ Orzeł Łódź (2021–2022)
- ROW Rybnik (2023–2024)
- Sparta Wrocław (2025–)

Szwecja
- Vetlanda Speedway (2018–2021)
- Dackarna Målilla (2022–)

## Starty w Grand Prix (Indywidualnych Mistrzostwach Świata na Żużlu)

### Zwycięstwa w poszczególnych zawodachGrand Prix
| Nr | Dzień      | Rok  | Nazwa              | Miejscowość         | Tor                          | Długość toru |
| -- | ---------- | ---- | ------------------ | ------------------- | ---------------------------- | ------------ |
| 1. | 21 czerwca | 2025 | Grand Prix Polski  | Gorzów Wielkopolski | Stadion im. Edwarda Jancarza | 329m         |
| 2. | 5 lipca    | 2025 | Grand Prix Szwecji | Målilla             | G&B Stadium                  | 305m         |
| 3. | 2 sierpnia | 2025 | Grand Prix Łotwy   | Ryga                | Biķernieku spīdveja stadions | 355m         |

Miejsca na podium w poszczególnych zawodach Grand Prix
| Nr | Dzień      | Rok  | Nazwa                        | Miejscowość         | Tor                          | Miejsce | Punkty | Biegi           | Zwycięzca        |
| -- | ---------- | ---- | ---------------------------- | ------------------- | ---------------------------- | ------- | ------ | --------------- | ---------------- |
| 1. | 17 maja    | 2025 | Grand Prix Polski            | Warszawa            | PGE Narodowy                 | 2.      | 15     | (2,3,3,2,3,2)   | Jack Holder      |
| 2. | 13 czerwca | 2025 | Grand Prix Wielkiej Brytanii | Manchester          | National Speedway Stadium    | 3.      | 13     | (2,3,3,1,3,1)   | Daniel Bewley    |
| 3. | 14 czerwca | 2025 | Grand Prix Wielkiej Brytanii | Manchester          | National Speedway Stadium    | 2.      | 13     | (3,3,2,w,3,2)   | Bartosz Zmarzlik |
| 4. | 21 czerwca | 2025 | Grand Prix Polski            | Gorzów Wielkopolski | Stadion im. Edwarda Jancarza | 1.      | 15     | (2,3,1,3,3,3)   | –                |
| 5. | 5 lipca    | 2025 | Grand Prix Szwecji           | Målilla             | G&B Stadium                  | 1.      | 16     | (3,3,1,3,3,3)   | –                |
| 6. | 2 sierpnia | 2025 | Grand Prix Łotwy             | Ryga                | Biķernieku spīdveja stadions | 1.      | 13+3   | (0,2,3,2,3,3)+3 | –                |

### Punkty w poszczególnych zawodachGrand Prix
| Sezon 2016          |                      |                    |                  |                                |                      |                                 |                      |                       |                   |                          |         |         |         |         |         |         |         |         |         |         |         |         |         |         |        |        |        |        |        |        |        |        |        |        |        |        |        |        |
| GP Słowenii – Krško | GP Polski – Warszawa | GP Danii – Horsens | GP Czech – Praga | GP Wielkiej Brytanii – Cardiff | GP Szwecji – Målilla | GP Polski – Gorzów Wielkopolski | GP Niemiec – Teterow | GP Sztokholmu – Solna | GP Polski – Toruń | GP Australii – Melbourne | miejsce | miejsce | miejsce | miejsce | miejsce | miejsce | miejsce | miejsce | miejsce | miejsce | miejsce | miejsce | miejsce | miejsce | punkty | punkty | punkty | punkty | punkty | punkty | punkty | punkty | punkty | punkty | punkty | punkty | punkty | punkty |
| –                   | –                    | –                  | –                | –                              | –                    | –                               | –                    | –                     | –                 | 2                        | 26      | 26      | 26      | 26      | 26      | 26      | 26      | 26      | 26      | 26      | 26      | 26      | 26      | 26      | 2      | 2      | 2      | 2      | 2      | 2      | 2      | 2      | 2      | 2      | 2      | 2      | 2      | 2      |

| Statystyki        | Statystyki |
| ----------------- | ---------- |
| Starty            | 1          |
| Zwycięstwa        | 0          |
| Miejsca na podium | 0          |
| Finalista         | 0          |
| Punkty            | 2          |